# Micrapatetis decipiens
Micrapatetis decipiens är en fjärilsart som beskrevs av Gustaaf Hulstaert 1924. Micrapatetis decipiens ingår i släktet Micrapatetis och familjen nattflyn. Inga underarter finns listade i Catalogue of Life.